# Robert Pschorr
Robert Franz Pschorr, född 4 december 1868 i München, död 23 februari 1930 i Berlin, var en tysk kemist.
Pschorr studerade från 1888 kemi i München, från 1890 i Zürich och från 1892 i Jena under Ludwig Knorr, där han 1894 blev filosofie doktor på avhandlingen Ueber einige neue Derivate des ˌ(1)ˈ Phenyl ˌ(3)ˈmethylpyrazolons und Antipyrins. År 1899 habiliterade han sig i Berlin hos Emil Fischer, blev 1901 privatdocent och 1913 professor i organisk kemi vid tekniska högskolan i Berlin. Han var även arbetsledare för Chemische Reichsanstalt där och en av sekreterarna i Deutsche Chemische Gesellschaft.  
Pschorr studerade organiska föreningars uppbyggnad och syntes samt utvecklade 1896 Pschorrs fenantrensyntes. Han var utgivare av "Berichte der Deutschen Chemischen Gesellschaft", där han publicerade ett stort antal vetenskapliga skrifter. Hans viktigaste lärjunge var Alexander Schönberg.